# Ulla Montan
Ulla Charlotta Eriksdotter Montan, född Asplund 17 februari 1950 i Sankt Görans församling, Stockholm, är en svensk fotograf, som är mest känd för författarporträtt. 
Ulla Montan, som är utbildad socionom, började arbeta som porträttfotograf 1981 med ett foto av Klas Östergren i Paris.
Hon är gift med författaren Ludvig Rasmusson, vars böcker hon också ofta har illustrerat.

## Utställningar i urval
- Stadsbiblioteket i Stockholm, 1992
- Bokmässan i Göteborg, 1995
- Hay on Wye, Wales, 1995
- Caen, Frankrike, 1996
- Hanaholmens kulturcentrum, Helsingfors, 1998
- Nordens hus, Reyjkavik, 1999
- Bokmässan, Stockholm, 2000
- Riksutställningar, 1999-2001
- Centre Culturel Suedois, Paris, 2001
- Strindbergsmuseet, Stockholm, 2001